# Embolia polmonare
L'embolia polmonare (EP) è l'ostruzione acuta (completa o parziale) di uno o più rami dell'arteria polmonare, da parte di materiale embolico proveniente dalla circolazione venosa sistemica. Se tale ostruzione è causata da materiale trombotico viene definita più precisamente col termine tromboembolia polmonare (TEP).
Nel 95% dei casi, gli emboli partono da una trombosi venosa profonda (TVP) degli arti inferiori (un coagulo di sangue nelle vene profonde delle gambe o bacino), nella restante parte dei casi da una TVP degli arti superiori (più spesso da interessamento della vena succlavia al livello del distretto toracico), oppure sono costituiti da materiale non trombotico (gas, liquidi, grasso). L'ostruzione del flusso sanguigno attraverso i polmoni e la pressione risultante sul ventricolo destro del cuore sono le cause che portano ai sintomi e segni dell'embolia polmonare. Il rischio di sviluppare questa situazione può aumentare in alcune circostanze, come la presenza di un tumore o l'allettamento prolungato. (per allettamento si intende, in termine medico, "la costrizione a stare a letto" secondaria a diverse problematiche come traumi, fratture o età avanzata)
I sintomi di embolia polmonare comprendono difficoltà respiratorie, dolore al torace durante l'inspirazione e palpitazioni. I segni clinici includono bassa saturazione di ossigeno nel sangue e cianosi, respirazione rapida e tachicardia. I casi più gravi possono portare al collasso, bassa pressione sanguigna e alla morte improvvisa.
La diagnosi si basa sui segni clinici in combinazione con i test di laboratorio (test del D-dimero) e studi di imaging biomedico, solitamente angiografia polmonare realizzata con tomografia computerizzata o scintigrafia polmonare. 
Il trattamento in genere avviene con la somministrazione di farmaci anticoagulanti, come eparina e coumadin. I casi più gravi richiedono l'effettuazione di una procedura di trombolisi farmacologica o un intervento chirurgico di trombectomia polmonare.
Si parla di "embolia polmonare massiva" quando vi è coinvolgimento di almeno due rami lobari o del 50% della circolazione polmonare.

## Epidemiologia e storia
La misura precisa dell'incidenza di questa patologia risulta piuttosto difficile a causa della difficoltà di sollevare il sospetto clinico e di mettere in atto le varie procedure diagnostiche.
Secondo Heit l'incidenza dei tromboembolismi venosi, che comprendono trombosi venosa profonda (TVP) ed EP, è pari a 117 casi annui per 100 000 abitanti.
Un primo riferimento a questa patologia si può già trovare in Galeno, che nel II secolo d.C. ipotizzava la possibilità di infarto polmonare da embolia in pazienti asmatici.
Tuttavia il primo riferimento diretto all'EP e all'infarto del polmone è presente nell'opera di Laennec, dove si parla di "apoplessia polmonare". Nel 1818 il francese Edmé François Chauvot de Beauchêne riferì del primo caso di embolia gassosa polmonare.
Ma la prima definizione di EP si deve ad Hélie, un medico francese, che nel 1837 descrisse il primo caso di EP in letteratura. Si trattava di una lavandaia di 65 anni di bassa statura e sovrappeso, che fu ricoverata in ospedale per una distorsione ad un arto inferiore e due settimane dopo, mentre stava parlando con i vicini di casa, manifestò improvvisamente una cianosi del volto. Dopo alcuni minuti si riprese ma morì poco dopo durante un accesso analogo.
All'autopsia il medico descrisse «un cuore ingrandito e coaguli scuri ben organizzati nel ventricolo destro e nell'arteria polmonare».

### Epidemiologia
Negli Stati Uniti ogni anno si registrano più di 0,6 milioni di casi di embolia polmonare. Essa è causa del decesso di un numero di pazienti che varia dai 50 000 ai 200 000 Il rischio in coloro che sono ricoverati in ospedale è di circa l'1%. Il tasso di mortalità per embolia polmonare è sceso dal 6% al 2% nel corso degli ultimi 25 anni (al 2014) negli Stati Uniti.
Le dimensioni epidemiologiche del problema embolia polmonare non si presentano in modo univoco in Italia, con un'incidenza che varia dai 30 casi/100 000 abitanti/anno dei dati ISTAT dai 250 casi/anno calcolati dal gruppo del Centro di Pisa su una popolazione di 250 000 abitanti.

## Eziopatogenesi
L'embolo è una formazione non facente parte del torrente sanguigno che va ad occludere un vaso.
L'embolo può essere: solido (principalmente ha origine da un trombo posto distalmente nella circolazione), liquido (ad esempio liquido amniotico durante il parto, o in seguito a frattura di un osso il midollo osseo può entrare nel circolo sanguigno) o gassoso (attività subacquea, ferite penetranti del collo).
Nella stragrande maggioranza dei casi, però, l'embolo causa di una EP ha origine da una trombosi venosa profonda (TVP) posta nel territorio della vena cava inferiore, o molto più raramente, da un trombo in atrio sinistro in concomitanza di una pervietà del forame atriale.
Le cause di formazione del trombo in vena sono riassunte dalla cosiddetta triade di Virchow:
- Ipercoagulabilità
- Lesione endoteliale
- Stasi venosa

I fattori di rischio per EP si dividono in congeniti e acquisiti: 
- Congeniti: mutazione del fattore V di Leiden, mutazione del gene della protrombina, deficit di Antitrombina III, di proteina C o di proteina S.
- Acquisiti: età avanzata, fumo, obesità, neoplasie attive, sindrome da anticorpi antifosfolipidi, iperomocisteinemia, pillola anticoncezionale o terapia ormonale sostitutiva, aterosclerosi, anamnesi familiare o patologica remota positiva per VTE, traumi, interventi chirurgici o ospedalizzazioni recenti, infezioni acute, recenti lunghi viaggi aerei, pacemaker, defibrillatori intracardiaci o cateteri venosi.

Tutti questi stati soddisfano almeno uno dei parametri di Virchow, che li aveva evidenziati già nel XIX secolo.

## Clinica

### Segni e sintomi
Il sospetto clinico si basa sul riscontro di sintomi come dispnea ad insorgenza improvvisa, dolore toracico, sincope, tosse con emottisi e febbre sopra i 38 °C. Tra i segni più frequenti troviamo cianosi, turgore delle giugulari, tachicardia, polipnea e ipotensione che se grave può determinare shock cardiogeno. Una menzione particolare va ai segni e sintomi di TVP, ovvero edema e dolore agli arti inferiori specialmente alla palpazione, che peraltro non sono presenti in più del 30% dei pazienti con EP.

### Esami di laboratorio e strumentali
Gli esami diagnostici sono rappresentati da: 
- Concentrazione plasmatica del d-dimero: è un prodotto di degradazione della fibrina ed è un indice del fatto che sta avvenendo la lisi di un trombo. Valori normali hanno un alto valore predittivo negativo (indicano cioè l'assenza di malattia). È un esame altamente sensibile (95%) ma scarsamente specifico (50%);
- L'emogasanalisi permette di valutare in modo indiretto la quantità di polmone sottratto allo scambio gassoso, analizzando la pressione parziale di ossigeno e di anidride carbonica. Il quadro tipico è una ipossiemia ipocapnica; l'ipossiemia non è sempre presente nella EP e può, d'altra parte, essere presente in altre situazioni cliniche che possono simulare una EP;
- tomografia computerizzata spirale: La tomografia computerizzata (TC) spirale, che ha ormai completamente sostituito l'angiografia tradizionale, permette la visualizzazione diretta dell'embolo dopo iniezione di mezzo di contrasto.

Altri esami:
- ECG[8]: esso fornisce informazioni riguardo allo stato del ventricolo destro, il quale può andare incontro ad uno scompenso acuto a causa dell'ipertensione polmonare improvvisa. L'esecuzione dell'ECG nei pazienti con sospetta EP è utile per escludere la presenza di un infarto del miocardio. Nei pazienti con EP quest'esame strumentale è normale o mostra anomalie da sovraccarico acuto del ventricolo destro, descritte con la sigla S1Q3T3 (onda S profonda in D1, onda Q in D3 e onda T negativa in D3);
- Radiografia del torace: l'RX del torace è un esame di grande utilità soprattutto perché permette di escludere alcune delle condizioni morbose con cui si pone la diagnosi differenziale, tuttavia in circa il 50% dei casi dei pazienti con EP la lastra del torace è negativa. Vengono considerati reperti classici la focale riduzione o scomparsa della trama vascolare (segno dell'ipoemia, segno di Westermark) così come un'opacità verso la periferia del polmone, a forma di cuneo (segno di Hampton).
- SPECT polmonare: la Scintigrafia ventilo-perfusoria permette di stabilire le aree ipoperfuse e di confrontarle con quelle ipoventilate;
- Angiografia: l'angiografia polmonare è il gold standard nella diagnosi di EP. L'iniezione di mezzo di contrasto nell'arteria polmonare principale mediante cateterizzazione consente infatti la visualizzazione diretta dell'occlusione arteriosa responsabile delle manifestazioni cliniche;
- Scintigrafia ventilo-perfusoria: è stata per molti anni l'esame fondamentale per la diagnosi di EP. Tale tecnica viene eseguita mediante somministrazione endovenosa di macroaggregati marcati e mediante inalazione di gas marcato, ciò consente di dimostrare la ventilazione delle aree non perfuse, ovvero il cosiddetto mismatch;
- Ecocolor Doppler degli arti inferiori: poiché molti dei pazienti con EP accertata ha una TVP prossimale, l'ecografia venosa con test di compressione ma soprattutto con tecnica ecodoppler è stata largamente utilizzata soprattutto nei pazienti con quadro scintigrafico polmonare non diagnostico;
- Ecocardiogramma: È un esame che permette di valutare la funzione ventricolare destra e che raramente consente la visualizzazione diretta dell'embolo, permette tuttavia la visualizzazione di segni indiretti di EP a livello ventricolare destro, quali dilatazione dello stesso, eventuale rigurgito tricuspidale, e soprattutto il cosiddetto "movimento paradosso del setto interventricolare", ovvero uno spostamento del setto durante la sistole dal ventricolo destro verso il ventricolo sinistro.

### Diagnosi differenziale
La presunzione di embolia si basa sul sospetto clinico, che deve poi essere confermato seguendo un corretto iter diagnostico per non portare a spreco di risorse o a rischi inutili per i pazienti.

#### I criteri di Wells
Per fare una corretta diagnosi è necessario scegliere per ogni paziente la giusta strategia che dovrebbe essere organizzata analizzando il rischio specifico di TEP o EP di ogni singolo caso che può essere calcolato tramite il punteggio di Wells che divide i pazienti ad alta e a bassa probabilità a seconda del risultato ottenuto (se >7 si intende alta probabilità):
| criterio                                                                  | punteggio |
| ------------------------------------------------------------------------- | --------- |
| Segni clinici di TVP                                                      | +3        |
| Altre diagnosi differenziali meno probabili                               | +3        |
| Frequenza cardiaca > 100 battiti/min                                      | +1,5      |
| Pregressa TVP o TEP                                                       | +1,5      |
| Recente (4 settimane) intervento chirurgico, o immobilizzazione >3 giorni | +1,5      |
| Neoplasia                                                                 | +1        |
| Emottisi                                                                  | +1        |

Probabilità clinica
- <2 punti: bassa
- 2-6 punti: intermedia
- ≥6 punti: alta

Percorso diagnostico
- Rischio basso → misurare il d-dimero. Se negativo si esclude la TEP, se positivo si procede con la TC spirale (o la scintigrafia polmonare perfusionale se ci sono controindicazioni) che confermerà o meno la patologia
- Rischio alto → eseguire TC spirale (o scintigrafia polmonare perfusionale).

## Trattamento
Gli obiettivi della terapia sono fondamentalmente tre:
1. Assicurare le funzioni principali dell'organismo ovvero l'ossigenazione del sangue mediante ossigenoterapia e garantire normali livelli di pressione arteriosa mediante la somministrazione di liquidi e farmaci vasopressori per non aggravare l'eventuale insufficienza del cuore destro e mantenere una buona gittata del ventricolo destro.
2. Arrestare la formazione del coagulo e prevenire eventuali recidive emboliche mediante somministrazione di anti-coaugulanti eparinici.
3. Lisare il trombo mediante farmaci trombolitici in pazienti emodinamicamente non stabili per riguadagnare un'adeguata perfusione polmonare con miglioramento del rapporto ventilazione/perfusione la cui alterazione è causa dell'ipossiemia. La lisi del trombo diminuisce il sovraccarico ventricolare destro e migliora il ritorno sanguigno al ventricolo sinistro con miglioramento conseguente della gittata cardiaca e della situazione emodinamica.

I trombolitici sono farmaci in grado di lisare il trombo, tra questi si utilizzano attualmente urochinasi, streptochinasi oppure l'attivatore tissutale del plasminogeno (rt-PA).
A causa dell'elevato rischio di emorragia tali farmaci sono usati solo in casi selezionati di pazienti emodinamicamente instabili.
Per arrestare l'ulteriore implementazione del coagulo si utilizza l'eparina in infusione continua (bolo di 80 U/kg subito, poi 18 U.I./kg/h di peso corporeo). L'eparina viene utilizzata da sola in pazienti emodinamicamente stabili oppure dopo la trombolisi negli altri pazienti (mantenendo il ptt ratio fra 1,5 e 2,3 volte la norma e controllando emoglobina e piastrine per verificare l'assenza di piastrinopenia eparinodipendente); questo fintanto che l'anticoagulante orale (warfarin) non faccia effetto (alcuni giorni perché l'INR sia nel range terapeutico: fra 2 e 3) per poi proseguire solo con quello sotto periodici controlli del medesimo parametro. Al posto dell'eparina normale è possibile utilizzare l'eparina a basso peso molecolare  (LMWH) che ha come vantaggi il non modificare il ptt (quindi non richiede esami di controllo) e il poter essere somministrata sottocute (100U/kg). Questo a patto che il rischio emorragico non sia elevato e non ci sia insufficienza renale. In tali casi i controlli vanno comunque fatti e quindi si usa l'eparina standard. Il trattamento anticoagulante orale va proseguito per 3-6 mesi per evitare recidive.

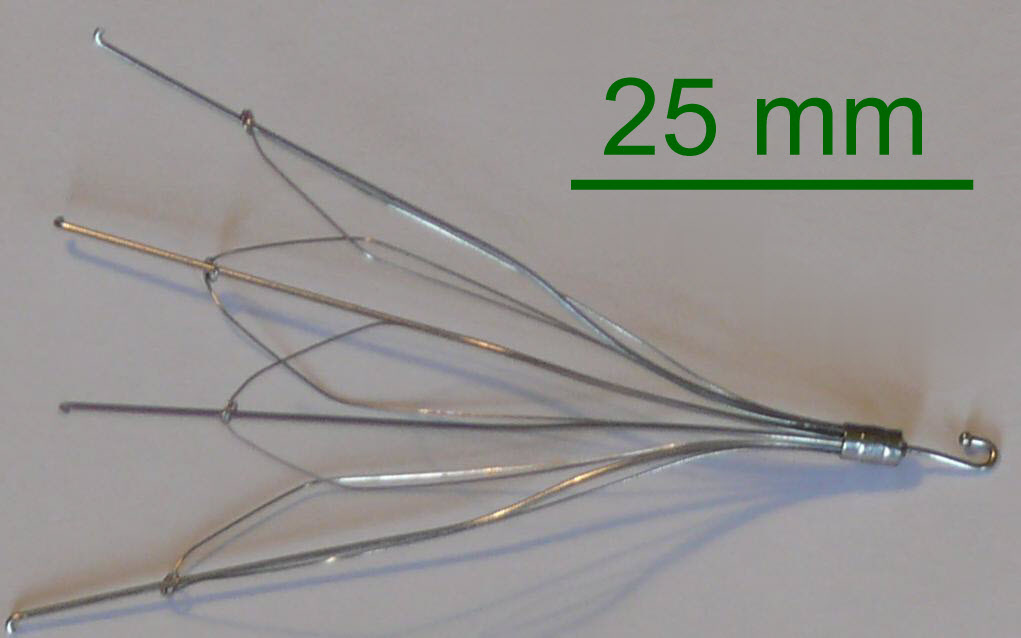
Un filtro cavale.

Altri provvedimenti terapeutici, importanti soprattutto in caso di controindicazioni ai farmaci sopraccitati, sono: i filtri cavali, supporti impiantabili che prevengono la migrazione di emboli verso il sistema arterioso polmonare, l'embolectomia chirurgica, il cui ruolo ha perso importanza con l'impiego dei trombolitici e la disostruzione transvenosa che permette di rimuovere il trombo per via endovascolare.